# Saint-Privat, Hérault
Saint-Privat är en kommun i departementet Hérault i regionen Occitanien i södra Frankrike. Kommunen ligger i kantonen Lodève som tillhör arrondissementet Lodève. År 2022 hade Saint-Privat 453 invånare.

## Befolkningsutveckling
Antalet invånare i kommunen Saint-Privat
Referens:INSEE